# Rac (protein)

Rac1 protein, struktura

Rac jsou malé G-proteiny (GTPázy) z Rho/Rac rodiny. Řadí se mezi ně lidské proteiny rac1, rac2, rac3 a rhoG, ale Rac proteiny se vyskytují u živočichů, rostlin, hub i prvoků. Typickým znakem mnoha členů této podrodiny je jejich schopnost indukovat tvorbu lamelipodií a membránových „ruffles“, panožkovitých útvarů vycházejících z buněk. Rac1 je exprimován ve většině tkání lidského těla, na rozdíl od Rac2.

## Rac1
Rac1 je nejstudovanějším členem této podrodiny. Účinkuje především jako regulátor cytoskeletu – aktivuje totiž p21-asociované kinázy PAK, které následně aktivují LIM kinázy, a ty fosforylací inaktivují kofilin. Aktivní kofilin je schopen zastavit polymeraci aktinových vláken na Arp2/3 komplexech a tedy depolymerovat aktin; deaktivací kofilinu dochází k polymeraci aktinu. Rac1 má i další, na aktinu pravděpodobně nezávislé funkce. Například reguluje MAP kinázovou kaskádu a NF-κB zánětlivou odpověď. Funkce Rac1 se projevuje v mnohých buněčných procesech, vyjma samotné regulace cytoskeletu je to zejména fagocytóza, buněčná migrace, tvorba buněčných adhezí, kontaktní inhibice, ale i buněčná smrt vyvolaná volnými radikály.